# 11323 Nasu
11323 Nasu este un asteroid din centura principală de asteroizi.

## Descriere
11323 Nasu este un asteroid din centura principală de asteroizi. A fost descoperit pe 21 august 1995 la Kitami de Kin Endate și Kazuro Watanabe. Asteroidul prezintă o orbită caracterizată de o semiaxă mare de 2,59 ua, o excentricitate de 0,17 și o înclinație de 15,7° în raport cu ecliptica.